# Jan-Krzysztof Duda
Jan-Krzysztof Duda (nacido el 26 de abril de 1998) es un jugador de ajedrez polaco. Logró el título de gran maestro en 2013 a la edad de 15 años y 21 días. Duda ganó el Campeonato de Polonia en 2018 y la Copa del Mundo de Ajedrez en 2021.

## Carrera ajedrecística

### 2007-2008
En 2007, Duda ocupó el primer lugar en el torneo de ajedrez del Campeonato Juvenil de Polonia U10.
En 2008, Duda ganó el Campeonato Mundial Juvenil de Ajedrez en la categoría sub-10 y como resultado se le otorgó el título de Maestro FIDE. El mismo año, también ganó el torneo del Campeonato Juvenil de Polonia U10 por segunda vez.

### 2012
En 2012, Duda ganó el campeonato polaco sub-18 en Solina y el Campeonato Europeo Juvenil de Ajedrez en la categoría sub-14 en Praga. En el mismo año, empató en primer lugar con Jan Krejčí en el torneo Olomouc Chess Summer y recibió el título de Maestro Internacional.

### 2017-2018
El 1 de julio de 2017, Duda se convirtió en el primer jugador juvenil polaco en romper la barrera de los 2700 en la clasificación FIDE, logrando la clasificación más alta en su carrera ajedrecística hasta el momento. Con una calificación de 2707, era el segundo jugador polaco mejor clasificado y el número 41 del mundo en ese momento.
En mayo de 2018, Duda ganó el Campeonato de Ajedrez de Polonia con una puntuación de 6½ / 9 (+ 4–0 = 5), un punto por delante del subcampeón Kacper Piorun. Logró victorias sobre Piorun, Radosław Wojtaszek, Daniel Sadzikowski y Aleksander Miśta. En julio de 2018, se convirtió en el jugador polaco número uno en el ranking y el número uno en el ranking junior en el mundo, superando a Wojtaszek y Wei Yi, respectivamente.
En julio de 2018, Duda compitió en el 46° Encuentro de Ajedrez Dortmund Sparkassen, quedando cuarto con una puntuación de 4/7 (+ 2-1 = 4).
Durante la Olimpiada de Ajedrez 2018 celebrada en Batumi, Georgia, derrotó a Vassily Ivanchuk y empató contra Levon Aronian, Viswanathan Anand, Fabiano Caruana, Shakhriyar Mamedyarov y Sergey Karjakin, obteniendo el cuarto lugar en la general con el equipo polaco. En 2018, Duda alcanzó las semifinales del Speed Chess Championship después de vencer a Karjakin y Alexander Grischuk, y finalmente perdió ante Wesley So.
En diciembre de 2018, Duda terminó en segundo lugar en el Campeonato Mundial de Ajedrez Blitz en San Petersburgo, con una puntuación de 16½ / 21 (+ 15–3 = 3), medio punto por detrás del ganador Magnus Carlsen.

### 2019-2020
En enero de 2019, se convirtió en el primer jugador de ajedrez polaco en superar la barrera de 2800 en la categoría de blitz. En noviembre de 2019, Duda participó en el torneo del Gran Premio de la FIDE de Hamburgo, que forma parte del ciclo de clasificación para el Campeonato Mundial de Ajedrez 2020. El torneo fue un evento de 16 jugadores. El 13 de noviembre, Duda llegó a la final perdiendo ante Alexander Grischuk durante los desempates.
En enero de 2020, Duda participó en el Torneo de Ajedrez Tata Steel 2020 y terminó el torneo en el octavo lugar con una puntuación de 6½ / 13 (+ 1-1 = 11), que es la misma puntuación que el ex campeón mundial de ajedrez Viswanathan Anand y Alireza Firouzja.
En mayo de 2020, logró su primera victoria sobre el actual Campeón del Mundo de Ajedrez Magnus Carlsen al vencerlo en la Ronda 7 del Desafío de Ajedrez Rápido de la Abadía de Lindores, con el juego entrando en una Apertura Inglesa (Variación del Rey en Inglés, Variación de Cuatro Caballos, Línea Silenciosa).
El 10 de octubre de 2020, volvió a derrotar a Magnus Carlsen (en una Defensa Caro-Kann, Variación Tartakower) en el torneo Altibox Norway Chess celebrado en Stavanger. Fue la primera derrota de Carlsen después de una racha invicta de 125 juegos en el ajedrez clásico. En la Olimpiada de Ajedrez en Línea de la FIDE 2020, ganó la medalla de bronce después de que el equipo polaco alcanzara las semifinales del torneo y perdiera en un desempate decisivo 1-2 contra India.

### 2021
En julio-agosto de 2021, Duda compitió en la Copa del Mundo de Ajedrez 2021. En la quinta ronda, Duda derrotó al GM ruso Alexander Grischuk en el desempate rápido después de empatar las partidas clásicas. Luego noqueó a Vidit Gujrathi en los cuartos de final y eliminó al Campeón Mundial de Ajedrez Magnus Carlsen en el desempate de las semifinales para clasificar al Torneo de Candidatos 2022. Luego ganó la Copa del Mundo de Ajedrez al vencer al exganador de la Copa del Mundo Sergey Karjakin en la final con una puntuación de 1.5 / 0.5.
En diciembre de 2021 Duda se queda con el segundo puesto en el campeonato mundial de Ajedrez Blitz, luego de ser vencido en desempate por el Gran Maestro francés Maxime Vachier-Lagrave.